# رءوف عباس حامد
رؤوف عباس حامد، هو مؤرخ مصري (24 أغسطس 1939 - 26 يونيو 2008)

## لمحة
رؤوف عباس صاحب مدرسة في التاريخ الاجتماعي، تولى من خلالها تكوين جيل من الباحثين في تاريخ مصر الاجتماعي وساهم في تكوين بعض الباحثين في هذا المجال في اليابان وألمانيا وفرنسا والولايات المتحدة. له العديد من الأعمال باللغتين العربية والإنجليزية. ترجم إلى اللغة العربية العديد من الأعمال. أدار العديد من المؤتمرات وتولى رئاسة الجمعية المصرية للدراسات التاريخية من 1999 حتى وفاته في 2008 كما شارك في العديد من الأنشطة العامة.
عمل رؤوف عباس أستاذا للتاريخ الحديث بجامعة القاهرة وأستاذا زائرا بجامعات طوكيو (اليابان)، جامعة قطر، جامعة الإمارات العربية المتحدة، جامعة السوربون (باريس)، جامعات كييل، وإسن، وهامبورغ، وفرايبورغ (ألمانيا)، جامعة كاليفورنيا، جامعة ستانفورد، جامعة جورجيا (أمريكا)، الجامعة الأمريكية بالقاهرة.
حصل على جائزة الدولة التقديرية في العلوم الاجتماعية وعلى وسام الفنون والعلوم من الطبقة الأولى من جمهورية مصر العربية.

## نشأته
كان رؤوف عباس هو الابن البكر لوالديه. ولد في بورسعيد يوم 24 أغسطس 1939. ولما كان والده العامل بالسكك الحديدية كثير التنقل في العمل فقد أقام مع جدته بالقاهرة منذ عام 1943 حيث استكمل المرحلة الأولى من تعليمه الأساسي. درس القراءة والكتابة والحساب والقرآن الكريم بالكُتّاب ثم التحق بمدرسة السيدة حنيفة السلحدار الابتدائية بحي شبرا ومنها إلى مدرسة شبرا الثانوية التي ظل بها عاما واحدا انتقل بعده ليعيش مع أسرته في طوخ. واستكمل دراسته الثانوية في مدرسة طوخ الإعدادية الثانوية ثم في مدرسة الشهداء بقرية طنوب بالمنوفية حيث انتقل عمل والده.
تطوّع في الحرس الوطني أثناء العدوان الثلاثي على مصر في 1956 وأتمَّ التدريبات العسكرية إلا أنه لم تتح له الفرصة للمشاركة الفعلية في المجهود الحربي.

## تعليمه
بعد استكمال دراسته الثانوية التحق رؤوف عباس بقسم التاريخ في كلية الآداب بجامعة عين شمس وتخرج منها في مايو 1961 بتقدير جيد. وتم تعيينه بعد تخرجه مراجعا للحسابات بالشركة المالية والصناعية المصرية في كفر الزيات. وخلال عمله بهذه الشركة درس للماجستير في التاريخ الحديث بجامعة عين شمس وحصل عليه في نوفمبر 1966 بتقدير ممتاز مع التوصية بالطبع. وأثناء دراسته للدكتوراه في جامعة عين شمس استقال من الشركة المالية والصناعية المصرية والتحق بالعمل كمعيد للتاريخ الحديث بجامعة القاهرة. استمر رؤوف عباس في دراسته للدكتوراه في جامعة عين شمس حيث حصل عليها في يناير 1971 مع مرتبة الشرف الأولى والتوصية بالطبع.

## نشاطه الأكاديمي
تدرج عباس في العمل الأكاديمي بكلية الأداب في جامعة القاهرة حتى حصل على درجة أستاذ التاريخ الحديث في 30 ديسمبر 1981. تولى رئاسة قسم التاريخ بالكلية من 1982 إلى 1988 وعمل كوكيلا للكلية للدراسات العليا والبحوث من 1996 إلى 1999.
وشارك عباس في العديد من الأنشطة العلمية بمصر فكان عضوا للجنة التاريخ بالمجلس الأعلى للثقافة ورئيسا لللجنة العلمية لدار الوثائق القومية ورئيسا لوحدة الدراسات التاريخية بمركز الدراسات السياسية والإستراتيجية بالأهرام ورئيسا لمجلس إدارة الجمعية المصرية للدراسات التاريخية ورئيسا لتحرير مجلة الروزنامة الدورية السنوية التي تصدرها دار الوثائق القومية وعضوا لللجنة العلمية لمشروع الكتاب المرجع في تاريخ الأمة العربية، المنظمة العربية للتربية والثقافة والعلوم.
كما عمل رؤوف عباس كأستاذ زائر بجامعات طوكيو (اليابان)، جامعة قطر، جامعة الإمارات العربية، جامعة السوربون (باريس)، جامعات كييل، وإسن، وهامبورغ، وفرايبورغ (ألمانيا)، جامعة كاليفورنيا، جامعة ستانفورد، جامعة جورجيا (أمريكا)، الجامعة الأمريكية بالقاهرة.

## المؤتمرات الدولية التي شارك فيها
شارك عباس في العديد من المؤتمرات وأدار عدد منها في مصر كما شارك في المؤتمرات الدولية التالية:
- المؤتمر الدولي للاستشراق، طوكيو، يتاير 1973.
- مؤتمر منهجيات البحث في التاريخ، جامعة السوربون، باريس 4، فبراير 1980.
- مؤتمر الحوار العربي – الأوربى، مؤسسة كونراد أديناور، بون، ألمانيا، أبريل 1982.
- مؤتمر التاريخ والتقاليد في الشرق الأوسط، برلين، أبريل 1986.
- مؤتمر التحضر في الإسلام، جامعة طوكيو، اليابان، أكتوبر 1989.
- المؤتمر السنوى لجمعية دراسات الشرق الأوسط بأمريكا الشمالية، الضيف الرئيسى للمؤتمر، سان أنطونيو، تكساس، الولايات المتجدة الأمريكية، نوفمبر 1990.
- مؤتمر الأرشيفات التاريخية للعواصم الكبرى، جامعة لندن، يوليو 1996.
- المؤتمر العاشر للبحث في تاريخ العالم العربي والإسلامي، إكس أن بروفانس، فرنسا، يوليو 1996.
- مؤتمر حواضر البحر المتوسط، أكاديمية روما، إيطاليا، نوفمبر 1996.
- ندوة أبو قير، تاريخها وحضارتها، أكاديمية روما، إيطاليا، فبراير 2002.
- مؤتمر المصادر الوثائقية للتاريخ العربي، أبو ظبي، الإمارات العربية، مارس 2002.
- مؤتمر الأوراق الشخصية مصدرا لتاريخ العرب المعاصر، معهد العالم العربي، باريس مارس 2004.
- مؤتمر العراق – الماضي والحاضر والمستقبل، عمان، الأردن، يناير 2005.
- مؤتمر منهجيات البحث وأصول التوثيق للأوراق الشخصية، جامعة وسط أوروبا، بودابست، المجر، مارس 2006.
- مؤتمر عام الأزمات (1956) – المجر وقناة السويس، جامعة تورنتو، كندا، أكتوبر 2006.

## الجمعية المصرية للدراسات التاريخية
انضم رؤوف عباس إلى عضوية الجمعية المصرية للدراسات التاريخية في عام 1966 أثناء دراسته في مرحلة الدكتوراه وشارك في أنشطتها العلمية منذ ذلك الوقت. فقد ساهم في إعداد بيبلوجرافيا عن رسائل الماجستير والدكتوراه التي أجازتها جامعة القاهرة منذ بداية الدراسات العليا فيها. وألقى فيها أول محاضرة عامة في حياته أمام جمهور من كبار الأساتذة.
وانتُخب لعضوية مجلس إدارة الجمعية للمرة الأولى عام 1979 واستمر في عضويته في عدة مناصب منها الأمين العام وأمين الصندوق ونائب الرئيس. في الثمانينات والتسعينات مرت الجمعية بأزمات مالية وإدارية تسببت في تدهور نشاطها العلمي وفي تعرض الجمعية لفقد مقرها المستأجر. وعند تولي عباس رئاسة مجلس إدارة الجمعية في عام 1999 وجَه وزملائه جهدهم لإيجاد مصادر لتمويل الجمعية وكُللت جهودهم بالنجاح. فقد قدم عدد من رجال الأعمال المصريين مساهمات مادية وتبرع حاكم إمارة الشارقة للجمعية بمقر صارت تمتلكه بحي مدينة نصر في القاهرة. وإلى جانب تحسن الإمكانيات المادية للجمعية فقد توسع النشاط العلمي للجمعية من خلال الموسم الثقافي السنوي وإعداد الندوات وعقد السمنارات. فكانت فترة رئاسته للجمعية بمثابة ميلاد جديد لها حيث صارت تقوم بنشاطا غير مسبوق في تاريخها كما وكيفا منذ تأسيسها عام 1945.

## مظاهر التقدير
حصل عباس على الجوائز التالية:
- وسام العلوم والفنون من الطبقة الأولى، مصر، فبراير 1983.
- أختير ليكون ضيف الشرف الذي تكرمه جمعية دراسات الشرق الأوسط بأمريكا الشمالية في مؤتمرها السنوي نوفمبر 1990.
- جائزة الدولة التقديرية في العلوم الاجتماعية، مصر، عام 2000 .

## نشاطه العام
كان عباس عضوا فعّالا في عدد من الجمعيات والّلجان التي تمارس في النشاط العام ومنها:
- اللجنة المصرية للتضامن الآسيوي الأفريقي.
- الجمعية القومية للوحدة الوطنية.
- الحركة المصرية من أجل التغيير "كفاية"
- مجموعة العمل من أجل استقلال الجامعات المصرية (9 مارس)
- صالون النديم
- نادي القلم الدولي.
- المجلس الدولي للأرشيفات التاريخية – باريس.

## مؤلفاته بالعربية
- الحركة العمالية في مصر، القاهرة، 1968
- النظام الاجتماعي في مصر في ظل الملكيات الكبيرة، القاهرة، 1973
- مذكرات محمد فريد، المجلد الأول، دراسة وتحقيق، القاهرة، 1975
- الحركة العمالية المصرية في ضوء الوثائق البريطانية 1924 – 1937، القاهرة، 1977
- المجتمع الياباني في عصر مايجي، القاهرة، 1980
- السياسة الأمريكية والعرب (تأليف مشترك)، بيروت، 1982
- جماعة النهضة القومية، القاهرة، 1985
- هنرى كورييل والحركة الشيوعية المصرية، القاهرة، 1988
- جامعة القاهرة، ماضيها وحاضرها، القاهرة، 1989
- كبار الملاك والفلاحين في مصر، 1837-1952 (تأليف مشترك مع د. عاصم الدسوقي)، القاهرة، 1998
- التنوير في مصر واليابان – دراسة مقارنة لفكر الطهطاوي وفوكوزاوا، القاهرة، 2000
- شخصيات مصرية في عيون أمريكية، القاهرة، 2001
- ثورة يوليو، إيجابياتها وسلبياتها، بعد نصف قرن، القاهرة، 2003
- مشيناها خطى - سيرة ذاتية، القاهرة، 2004

## مؤلفاته بالإنجليزية
- The Japanese and Egyptian Enlightenment, A Comparative Study of Fukuzawa Yukichi and Rifa'ah al-Tahtawi / ILCAA press, Tokyo 1990
- Landlords and Peasants, A Study of Social Development in Modern Egypt, 1837 - 1952, Co-author with Dr. Assem El Dessouki

## كتب من تحريره بالعربية
- مصر للمصريين – مائة عام على الثورة العرابية، القاهرة، 1981
- مصر وعالم البحر المتوسط، مجلدان، القاهرة، 1986
- العرب في أفريقيا – الجذور التاريخية والواقع المعاصر، القاهرة، 1989
- أربعون عاما على ثورة يوليو – دراسة تاريخية، القاهرة، 1992
- ندوة تاريخ مصر الاقتصادي في العصر العثماني، عدد خاص من مجلة كلية الآداب بجامعة القاهرة / القاهرة، 1993
- العلاقات المصرية البريطانية 1951 – 1954م، القاهرة، 1995
- الأحزاب المصرية 1922 – 1953م، القاهرة، 1995
- حرب السويس بعد أربعين عاما، القاهرة، 1997
- إصلاح أم تحديث؟ مصر في عصر محمد علي، القاهرة، 2000
- وثائق مصر في القرن العشرين، مجلدان، القاهرة، 2002
- خمسون عاما على ثورة يوليو، أبحاث الندوة الدولية، القاهرة، 2003
- المقالات الصحفية السياسية لطه حسين، خمسة مجلدات، القاهرة، 2002 - 2004
- الجامعة المصرية والمجتمع، 100 عام من النضال الجامعي 1908 - 2008م، القاهرة، 2008

## كتب من تحريره بالإنجليزية
- المجتمع والاقتصاد في مصر وشرق البحر الأبيض المتوسط 1600-1900 ، مقالات على شرف أندريه ريمون، محرر مشارك / مطبعة الجامعة الأمريكية بالقاهرة، القاهرة 2005 .

## كتب ترجمها للعربية
- يوميات هيروشيما / م. هاتشيا / القاهرة 1977
- دراسات في تطور الرأسمالية / مورس دوب / القاهرة 1978
- مصر للمصريين / ألكسندر شولش / القاهرة 1983
- الهلال الخصيب – تاريخ اقتصادي وثائقي / شارل عيسوى / بيروت 1989
- تجار القاهرة في العصر العثماني – سيرة أبو طاقية شاهبندر التجار / نللي حنا / القاهرة 1997
- في مدح الكتب – التاريخ الثقافي للطبقة الوسطى القاهرية في العصر العثماني / نللي حنا / القاهرة 2003
- توجهات بريطانية – شرقية / رونالد ستورس / القاهرة 2005
- فراعنة من؟ المتاحف والآثار والشخصية الوطنية المصرية من 1798-1914 / دونالد ريد / القاهرة 2005
- اللورد كرومر / روجر أوين / القاهرة 2006
- برلمان الإنسان – الأمم المتحدة: الماضي، الحاضر، المستقبل / بول كينيدي / القاهرة 2008